# Liste des députés de l'Assemblée nationale de 1871
Pour un article plus général, voir Assemblée nationale (1871).
 (août 2024).

Élections législatives françaises de 1871 : Républicains : 222 sièges, Conservateurs : 416 sièges.

Cette liste a pour but de recenser, classés alphabétiquement, les députés appelés à siéger à l'Assemblée nationale, à la suite des élections du 8 février 1871 et qui furent en fonction jusqu'aux élections de 1876
L'Assemblée nationale est la première assemblée élue de la Troisième République en France.

## Liste

### A
- Bernard-Gabriel-Xavier d'Abbadie de Barrau ;
- Séverin Paul Abbatucci ;
- Jean-Charles Abbatucci (homme politique) ;
- Auguste Ernest d'Aboville ;
- Paul Léon Aclocque ;
- Edmond Adam ;
- Achille Adam-Fontaine ;
- Jean Adnet ;
- Ignace François Albrecht ;
- Charles Émile Alexandre ;
- Prosper Allemand ;
- Jean-Marie Allenou ;
- Henri Amat ;
- Vincent Amy ;
- Jules Ancel ;
- Étienne Ancelon ;
- Jules Jacquot Rouhier d'Andelarre ;
- Alfred André ;
- Jean André (homme politique) ;
- Prosper André ;
- Joseph Andrieu ;
- Roger-Léon Anisson-Duperron ;
- Étienne Arago ;
- Emmanuel François Victor Arago ;
- Lucien Arbel ;
- Achille d'Arfeuillères ;
- Frédéric Arnaud de l'Ariège ;
- Eugène Arrazat ;
- Louis d'Auberjon ;
- Maurice Aubry ;
- Gaston d'Audiffret-Pasquier ;
- Vincent Audren de Kerdrel ;
- Henri Eugène Philippe d'Orléans duc d'Aumale ;
- Louis d'Aurelle de Paladines ;
- Jules d'Auxais ;
- Émile Aymé de La Chevrelière ;

### B
- Louis Mathurin Babin-Chevaye ;
- Louis-Charles-Alfred de Frotier de Bagneux ;
- Albert de Balleroy ;
- Auguste Balsan ;
- Édouard Bamberger ;
- Louis Numa Pierre Joseph Baragnon ;
- Prosper-Claude-Ignace-Constant Brugière de Barante ;
- Antoine Barascud ;
- Jean Joseph Antoine Barbaroux ;
- Bardon ;
- Agénor Benjamin Joseph Bardoux ;
- Jules Romain Barni ;
- Désiré Jean Barodet ;
- Marcel Barthe ;
- Jules Barthélémy-Saint-Hilaire ;
- Octave de Bastard d'Estang ;
- Raymond Bastid ;
- Anselme Batbie ;
- Louis Baucarne-Leroux ;
- Jean Didier Baze ;
- Amédée Beau ;
- Émile Jacques Amand Beaussire ;
- Antoine Cauvel de Beauvillé ;
- Gabriel Lacoste de Belcastel ;
- Denis Benoist d'Azy ;
- Charles Louis Benoit ;
- Pierre Joseph Benoit du Buis ;
- René Bérenger ;
- Constantin Bergondi ;
- Albert Berlet ;
- Alexandre de Bermont ;
- Charles François Bernard ;
- Martin Bernard dit Martin-Bernard ;
- Jules Bernard-Dutreil ;
- Paul Bert ;
- Charles-Alfred Bertauld ;
- Henri Besnard de Guitry ;
- Paul Besson ;
- Paul Louis Gabriel Bethmont ;
- Gaston Maximilien Louis Eugène de Béthune ;
- Charles Ernest Beulé ;
- Henri de Beurges ;
- Théophile Jean Marie Bidard ;
- Paulin-Aldéric Bienvenue ;
- Julien Bigot ;
- Jean-Baptiste Billot ;
- Eugène Billy ;
- Louis Jean Joseph Blanc ;
- Joseph Arsène Blavoyer ;
- Marie Alexandre Raoul Blin de Bourdon ;
- Melvil-Bloncourt ;
- Édouard Pierre Henri Bocher ;
- Charles Guillo du Bodan ;
- Charles Boduin ;
- Charles Gustave Albert Boell ;
- Charles Boersch ;
- Jean-Baptiste Stanislas Boffinton ;
- Hyacinthe de Bois-Boissel ;
- Adolphe André Marie Boisse ;
- Henri Raymond Bompard ;
- Victor Étienne de Bonald ;
- François-Marie Taillepied de Bondy ;
- Léon Bonnel ;
- Adrien Bonnet ;
- Louis Arthur Le Moyne de La Borderie ;
- Charles Boreau-Lajanadie ;
- Alphonse Bottard ;
- Émile Bottieau ;
- Albert Boucau ;
- Jean-Hubert Bouché ;
- Paul-Émile Bouchet ;
- Charles de Bouillé ;
- Étienne Bouisson ;
- Auguste Boullier ;
- Joseph-Augustin Boullier de Branche ;
- Paul Antoine Bourgeois ;
- Philippe La Beaume de Bourgoing ;
- Ferdinand Boyer ;
- Charles Boysset ;
- Jean Bozérian ;
- Jules Eugène Amédée François Brabant ;
- Jules Louis Joseph Brame ;
- Émile Brelay ;
- Paul Breton ;
- Auguste de Brettes-Thurin ;
- Albert Moreau du Breuil de Saint-Germain ;
- Marc Brice ;
- René Joseph Brice ;
- François de Bridieu ;
- Pierre Oscar Maximilien de Brigode-Kemlandt ;
- Marc Antoine Brillier ;
- Henri Eugène Brisson ;
- Louis Auguste Broët ;
- Jacques Victor Albert de Broglie ;
- Fortuné Brousses ;
- Lucien Henri Louis Brun ;
- Charles Marie Brun ;
- Jean-Baptiste Brunet (homme politique) ;
- Charles-Marie de Bryas ;
- Jean-Louis Buée ;
- Louis Joseph Buffet ;
- Augustin Buisson ;
- Jules Marie Buisson ;
- Jacques Jean Ernest Busson-Duviviers ;

### C
- Armand Caduc ;
- Alexandre Eugène Caillaux ;
- Charles Calemard de Lafayette ;
- Pierre Auguste Callet ;
- Pierre Guillaume Louis Henri Calluaud ;
- Marc Antoine Calmon ;
- Joseph de Carayon-Latour ;
- Louis de Carbonnier de Marzac ;
- Antoine Carion ;
- Marie François Sadi Carnot ;
- Lazare Hippolyte Carnot ;
- François Carquet ;
- Ernest Louis Carré-Kérisouet ;
- Émile Carron ;
- Auguste Casimir-Perier ;
- Eugène Casse ;
- Antoine de Castellane ;
- Albert Castelnau ;
- Dominique Cazeaux ;
- Édouard Pierre Michel de Cazenove de Pradines ;
- Théodore-Jules Cazot ;
- Ernest Cézanne ;
- François Henri Ernest de Chabaud-Latour ;
- Arthur de Chabaud-Latour ;
- Marie-Henri-Guillaume de Chabrol-Tournoël ;
- Bertrand de Chabron ;
- Paul de Chadois ;
- Césaire Léon Amaudric du Chaffault ;
- Cyprien Chaix ;
- Paul-Amand Challemel-Lacour ;
- Henri Ponthier de Chamaillard ;
- Joseph Dominique Aldebert de Chambrun ;
- Nicolas Anne Théodule Changarnier ;
- Antoine Chanzy ;
- Camille Chaper ;
- Alfred Chardon ;
- Jean-Joseph Veye de Chareton ;
- Athanase Charles Marie de Charette ;
- Jean-Baptiste-Gédéon Charreyron ;
- Charles Charreyron ;
- Édouard Thomas Charton ;
- Prosper Justin Napoléon Samuel de Chasseloup-Laubat ;
- Alexandre Alfred Chatelain ;
- Jean-Baptiste Alexandre Damaze de Chaudordy ;
- Louis Chauffour ;
- Amand Chaurand ;
- Jean-Baptiste Chavassieu ;
- Joseph Cheguillaume ;
- Charles Cherpin ;
- Pierre-Charles Chesnelong ;
- Antoine Chevandier ;
- François Antoine Léon Chiris ;
- Horace Eugène Antoine de Choiseul-Praslin ;
- Albert Silas Médéric Charles Christophle ;
- Ernest Courtot de Cissey ;
- Alexandre Clapier ;
- Camille Claude ;
- Nicolas Claude ;
- Georges Eugène Benjamin Clemenceau ;
- Léon Clément ;
- Louis Maurice Antoine Clerc ;
- Louis De Clercq ;
- Adolphe Louis Cochery ;
- Claude Colas ;
- Anatole de Colombet de Landos ;
- Pierre Louis Jérôme Gustave de Combarieu ;
- Charles Louis Combier ;
- Charles Contaut ;
- Charles Étienne Conti ;
- Claude Anthime Corbon ;
- Francisque de Corcelle ;
- Alphonse Cordier ;
- Hyacinthe Corne ;
- Hippolyte de Cornulier-Lucinière ;
- Charles-Albert Costa de Beauregard ;
- Paul Cotte ;
- Paul-Joseph Cottin ;
- Alexandre Courbet-Poulard ;
- Sébastien Courcelle[note 1] ;
- Frédéric Étienne Cournet ;
- Isaac Adolphe Crémieux ;
- Pierre Noël Adolphe Crespin ;
- Amable Antoine Jacques Emmanuel de Crussol d'Uzès ;
- Arthur Thimotée Antoine Victor de Cumont ;
- Jean-Baptiste Cunit ;

### D
- Adolphe Daguenet ;
- Louis Daguilhon-Lasselve ;
- François Marie Hyacinthe Dahirel ;
- Jean-Baptiste de Dampierre ;
- Jean Danelle-Bernardin ;
- Stanislas Daniel de Vauguyon ;
- Antoine Daron ;
- Napoléon Daru ;
- Augustin Daumas ;
- Albert Dauphin ;
- Simon Dauphinot ;
- Philippe Daussel ;
- Charles-Jean-Joseph-Louis Decazes ;
- Louis Decazes ;
- Denis Albert Delacour ;
- Jacques Delacroix ;
- Henri Guy Delavau ;
- Charles Delescluzes ;
- Édouard-Jean-Étienne Deligny ;
- Louis Étienne Delille ;
- Charles Delisse-Engrand ;
- Taxile Delord ;
- Achille Delorme ;
- Martial Delpit ;
- Jean Delsol ;
- Pierre Denfert-Rochereau ;
- Ernest Denormandie ;
- Émile Toussaint Dépasse ;
- Octave Depeyre ;
- Jules Derégnaucourt ;
- Anatole Desbons ;
- Constantin-Achille Descat ;
- Félix Deschange ;
- Alfred Deseilligny ;
- Albert Desjardins ;
- Léonce Destremx ;
- Théobald Dezanneau ;
- Eugène de Diesbach de Belleroche ;
- Charles Dietz-Monnin ;
- Charles de Dompierre d'Hornoy ;
- Edmond-Pierre Doré-Graslin ;
- Pierre-Frédéric Dorian ;
- Léon Dornès ;
- Antoine Douay ;
- Guillaume Ferdinand de Douhet ;
- Amaury Dréo ;
- Jean-Baptiste Drouin ;
- François Auguste Dubois ;
- Étienne Duboys Fresney ;
- Ferdinand Ducarre ;
- Charles Duchatel ;
- Charles Duclerc ;
- François Joseph Ducoux ;
- Auguste-Alexandre Ducrot ;
- François Ducuing ;
- Raymond Dufaur ;
- Jules Dufaure ;
- Jean-François-Charles Dufay ;
- Jean Dufour ;
- Adéodat Dufournel ;
- Marc Dufraisse ;
- John Alexander Edgar Dumas de Champvallier ;
- Jean-Baptiste Dumon ;
- Félix Dupanloup ;
- François Duparc ;
- Félix Dupin ;
- Alfred Dupont ;
- Charles Dupont de l'Eure ;
- Jean Duportail ;
- Bernard Dupouy ;
- Pascal Duprat ;
- Charles Hyacinthe Dupuy ;
- Jean-Jacques Duréault ;
- Henri Louis Marie de Durfort-Civrac ;
- Jean-Jacques Durrieu ;
- Paul Dussaussoy-Hubert ;
- Ernest Duvergier de Hauranne ;

### E
- Jean Ernoul ;
- Lazare Escarguel ;
- Eugène Eschassériaux ;
- Alphonse Esquiros ;
- Joseph Eymard-Duvernay ;

### F
- Louis Léon César Faidherbe ;
- Eugène Farcy ;
- Jules Favre ;
- Léopold Faye ;
- Ernest Feray ;
- Louis-Joseph Fernier ;
- Joannis Ferrouillat ;
- Jules Ferry ;
- Jean-Jacques Le Normant de Flaghac ;
- Henri Pierre Flaud ;
- Jacques Charles Fleuriot de Langle ;
- Charles Floquet ;
- Pierre Eugène Flottard ;
- Paul Émile Flye-Sainte-Marie ;
- André Folliet ;
- Eugène-Pierre de Fontaine ;
- Émile Forsanz ;
- Paul Louis Amédée Foubert ;
- Ludovic de Foucaud ;
- Louis-Édouard Fouler de Relingue ;
- Charles Félix Fouquet ;
- Émile Fourcand ;
- Léon Martin Fourichon ;
- Henri Fournier ;
- Oscar Bardi de Fourtou ;
- Adolphe Fraissinet ;
- Charles Paul Alexandre Pasquier de Franclieu ;
- Charles Victor Frébault ;
- Armand Fresneau ;

### G
- Wladimir Gagneur ;
- Gustave Gailly ;
- Louis Gallicher ;
- Jérôme Galloni d'Istria ;
- Léon Gambetta ;
- Charles Ferdinand Gambon ;
- Gaston Ganault ;
- Louis Alban Ganivet ;
- Joseph Garibaldi ;
- Charles Gaslonde ;
- Augustin André Gasselin de Fresnay ;
- Adolphe-Félix Gatien-Arnoult ;
- Félix Gaudy ;
- Louis Gaulthier de Rumilly ;
- Victor Gaultier de Vaucenay ;
- Henri Pierre Edmond Dufaur de Gavardie ;
- Denis Gavini ;
- Amédée Gayot ;
- Alphonse Gent ;
- Émile Georges ;
- Michel Nicolas Gérard ;
- Henri Germain (banquier) ;
- Louis-Hippolyte Rangeard de La Germonière ;
- Jules Gévelot ;
- Paulin Gillon ;
- César-Auguste Ginoux-Defermon ;
- Alfred Giraud ;
- Cyprien Girerd ;
- François Jean Amédée Girot-Pouzol ;
- Jean-François Édouard Glas ;
- René Goblet ;
- Louis Godet de La Ribouillerie ;
- Jean-Baptiste André Godin ;
- François Marc Godissart ;
- Élie de Gontaut-Biron ;
- Eugène Goüin ;
- Eugène de Goulard ;
- Amédée-Charles-Donatien de Gouvello ;
- Laurent-François de Gouvion-Saint-Cyr ;
- Ferdinand de Grammont ;
- Auguste Grandpierre ;
- Humbert Grange ;
- Jean-Marie de Grasset ;
- Louis Greppo ;
- Jules Grévy ;
- Albert Grévy ;
- Louis Grivart ;
- Alphonse Grollier ;
- Jules Grosjean ;
- Charles Gueidan ;
- Paul David Guibal ;
- Victor Guichard ;
- Charles Guillemaut ;
- Augustin Julien Guillet-Dumarnay ;
- Auguste Guinard ;
- Charles Guinot ;
- Léonce de Guiraud ;
- Théodore Guiter ;
- Émile Guyot ;

### H
- Alphonse-Alfred Haentjens ;
- François Hamille ;
- Bernard d'Harcourt ;
- Charles François Marie d'Harcourt ;
- Frédéric Hartmann ;
- Othenin Gabriel Paul de Cléron d'Haussonville ;
- Gustave Heirieis ;
- Anne-Charles Hérisson ;
- Octave-Joseph d'Hespel ;
- Joseph Hèvre ;
- Georges-François-Eugène Houssard ;
- Armand Louis Huchet de Cintré ;
- Victor Hugo ;
- Léopold Hulin ;
- Louis-Amédée Humbert ;
- Gustave Humbert ;
- Charles Huon de Penanster ;

### J
- Rémy Jacques ;
- Émile Jacques-Palotte ;
- Jean Jaffré ;
- Auguste Jamme ;
- Charles Alfred de Janzé ;
- Hippolyte François Jaubert ;
- Jean Bernard Jauréguiberry ;
- Benjamin Jaurès ;
- Léopold Javal ;
- Jean-Baptiste Jocteur-Montrosier ;
- Nathaniel Johnston ;
- Pierre Joigneaux ;
- François d'Orléans (1818-1900) ;
- Alexandre Jordan ;
- Ambroise Jules Joubert-Bonnaire ;
- Pierre Jouin ;
- Charles Jourdan ;
- Léon Journault ;
- Jean-Paul-Auguste Journu ;
- Ferdinand de Jouvencel ;
- Léon de Jouvenel ;
- Paul Jozon ;
- Ernest Leclerc de Juigné ;
- Charles Étienne Gustave Le Clerc de Juigné ;
- Alexandre Jullien

### K
- Jacques Kablé ;
- Émile Keller ;
- Henri de Kergariou ;
- Louis-Gabriel-César de Kergorlay ;
- Hippolythe Thome de Keridec ;
- Émile de Kermenguy ;
- Armand Casimir Victor de Kersauson de Pennendreff ;
- Alfred Koechlin-Steinbach ;
- Charles Kolb-Bernard ;
- Jean-Baptiste Sébastien Krantz ;
- Émile Küss ;

### L
- Henri des Acres de l'Aigle ;
- Gabriel Lébraly ;
- Edouard Jean-Baptiste Henri Morisson de La Bassetière ;
- Georges La Flize ;
- Alexis de La Grange ;
- Philibert Bernard de La Guiche ;
- Charles de La Monneraye ;
- Pierre Richard de La Pervanchère ;
- François de La Roche-Aymon ;
- Sosthène II de La Rochefoucauld ;
- Julien-Gaston du Vergier de La Rochejaquelein ;
- Emmanuel Stanislas de Noblet de La Rochethulon ;
- Charles Louis Ernest Poictevin de La Rochette ;
- Camille Clément de La Roncière-Le Noury ;
- Alexandre Robinet de La Serve ;
- Jean-Pierre Labelonye ;
- Delphe-Auguste Labitte ;
- Édouard Lefebvre de Laboulaye ;
- Théodore Lacascade ;
- Louis Lacave-Laplagne ;
- Louis Jacques Lacaze ;
- Charles de Lacombe ;
- Pierre-Henri de Lacretelle ;
- Oscar Thomas Gilbert du Motier de Lafayette ;
- Jean-Baptiste Lafon de Fongauffier ;
- Jacques Louis Laget ;
- Alfred Lallié ;
- Alexis Lambert ;
- Charles Lambert de Sainte-Croix ;
- Jean-Pierre de Lamberterie ;
- Félix Lambrecht ;
- Jean Lamorte ;
- Étienne Lamy ;
- David Lanel ;
- Pierre Lanfrey ;
- Amédée Jérôme Langlois ;
- Victor de Laprade ;
- Charles de Larcy ;
- Charles Rioust de Largentaye ;
- Amédée Larrieu ;
- Marc-Marie de Lassus ;
- Jules de Lasteyrie ;
- Louis Chassaignac de Latrade ;
- Jacques Étienne de Laurenceau ;
- Léon Laurent-Pichat ;
- Clément Laurier ;
- Léonce Guilhaud de Lavergne ;
- Armand Le Bourgeois ;
- Ernest Le Chatelain ;
- Adolphe Le Flô ;
- Ernest Le Lasseux ;
- Auguste Le Provost de Launay ;
- Élie Le Royer ;
- Anselme Lebas ;
- Désiré Médéric Le Blond ;
- Charles Louis Baptiste Lebreton ;
- Simon Pierre Louis Auguste Lebrun ;
- Alexandre Lecamus ;
- Alexandre Auguste Ledru-Rollin ;
- Léon Lefébure ;
- Henry Lefèvre ;
- Antonin Lefèvre-Pontalis ;
- Amédée Lefèvre-Pontalis ;
- Victor Lefranc ;
- Pierre Lefranc ;
- Mathurin Le Gal Lasalle ;
- Henri de Legge ;
- Arthur Legrand ;
- Émile Lenoël ;
- Adrien Léon ;
- Charles Lepère ;
- Alphonse Lepetit ;
- Jean-Louis Lepouzé ;
- Émile Leroux ;
- Aimé Leroux ;
- Pierre Eugène Lesguillon ;
- François de Lespérut ;
- Raymond Ferréol Lespinasse ;
- Paul-Jules-Sévère de Lestapis ;
- Auguste Lestourgie ;
- Charles Letellier-Valazé ;
- Jules Joseph André Leurent ;
- Henri Lévêque ;
- Charles Levert ;
- Charles Lherminier ;
- Nicolas Lignier ;
- André de Limairac ;
- Léopold Limayrac ;
- Léonard Limperani ;
- Émile Littré ;
- Édouard Lockroy ;
- Hippolyte de Lorgeril ;
- Louis Lortal ;
- Gustave Loustalot ;
- Auguste Louvet ;
- Charles Loysel ;
- Marcel Jacques Lucet ;
- Amédée-Eugène-Louis de Lur-Saluces ;
- Bertrand Victor Onésime Luro ;

### M
- Noël Madier de Montjau ;
- Pierre Magne ;
- Victor Magniez ;
- Pierre Magnin ;
- François Césaire de Mahy ;
- Alexis Maillé ;
- Armand-Urbain de Maillé de La Tour-Landry ;
- Pierre Malartre ;
- César Malens ;
- Guillaume de Maleville ;
- François Malézieux ;
- Michel Mallevergne ;
- Benoît Malon ;
- Lucien Mangini ;
- Émile de Marcère ;
- Adolphe Marchand ;
- Louis Marck ;
- Théophile Marcou ;
- Camille Margaine ;
- Auguste du Marhallac'h ;
- Alfred de Marmier ;
- Louis-Joseph Martel ;
- Édouard Martell ;
- Charles-Auguste Martenot ;
- Henri Martin (historien) ;
- Charles Martin (député de la Nièvre) ;
- Joseph Martin d'Auray ;
- Charles Martin des Pallières ;
- Ferdinand Mathieu ;
- Joseph Charles Maurice Mathieu de La Redorte ;
- Pierre Mathieu-Bodet ;
- Fortuné Maure ;
- Nicolas Maurice ;
- Paul Mayaud ;
- Charles Mazeau ;
- Louis François Mazerat ;
- François Mazure ;
- Camille de Meaux ;
- Gaspard Médecin ;
- Jules Méline ;
- Julien Melsheim ;
- Anatole de Melun ;
- Armand Étienne Méplain ;
- Jean Mercier (homme politique, 1825-1899) ;
- Werner de Mérode (1816-1905) ;
- François-Charles Merveilleux du Vignaux ;
- Frédéric Mestreau ;
- Pierre-Frédéric Mettetal ;
- François Michal-Ladichère ;
- Joseph Michel (homme politique, 1821-1885) ;
- Édouard Millaud ;
- Jean-Baptiste Millière ;
- Henri Monier (homme politique) ;
- Jules de Monjaret de Kerjegu ;
- François Marie Monjaret de Kerjégu ;
- Alfred Monnet ;
- Antoine Monnot-Arbilleur ;
- Louis de Montaignac de Chauvance ;
- Pierre Augustin Monteil ;
- Pierre de Montgolfier-Verpilleux ;
- Joseph de Villardi de Montlaur ;
- René Montrieux ;
- Henri Moreau ;
- Ferdinand Moreau ;
- Jules Morel ;
- Paul Morin ;
- Augustin de Mornay ;
- René de Rochechouart de Mortemart ;
- Augustin Morvan ;
- Antoine Just Léon Marie de Noailles ;
- Gabriel Moulin ;
- Joachim Joseph André Murat ;
- Eugène de Murat-Sistrières ;

### N
- Alfred Naquet ;
- Étienne Nétien ;
- Aristide Pierre Hercule Nioche ;
- Théophile Nicolas Noblot ;
- Henri de Nompère de Champagny (1831-1885) ;
- Amédée de Nouailhan ;

### O
- Francisque Ordinaire ;
- Charles François Romain d'Osmoy ;
- Joseph Ostermann (homme politique, 1825-1873) ;

### P
- Pierre Pagès-Duport ;
- Jules Pajot ;
- Pierre Alexandre Panon Desbassayns de Richemont ;
- Nicolas Parent ;
- Noël Parfait dit Noël-Parfait ;
- Louis Parigot ;
- Philippe Paris ;
- Auguste Paris (ministre) ;
- Édouard Parsy ;
- Adolphe-Charles de Partz de Pressy ;
- Louis Passy ;
- Sosthène Patissier ;
- Charles Paultre ;
- Jean-Baptiste Péconnet ;
- Pierre-Eustache Pellissier de Féligonde ;
- Eugène Pelletan ;
- Victor Pellissier ;
- René-Armand Peltereau-Villeneuve ;
- Georges Périn ;
- Charles Pernolet ;
- Jean-Baptiste Perret ;
- Eugène Perrier ;
- Ulric Perrot ;
- Henri Gabriel Pétau-Grandcourt ;
- Jules Peulvé ;
- André Dulery de Peyramont ;
- Alphonse Peyrat ;
- Jules Philippe ;
- Auguste Philippoteaux ;
- Ernest Picard ;
- Alphonse Picart ;
- Louis Piccon ;
- Elzéar Pin ;
- Frédéric de Pioger ;
- Constance Piou ;
- Charles Plichon ;
- Alexandre de Plœuc ;
- Théophile de Pompéry ;
- Théophile de Pontoi-Pontcarré ;
- Pierre-Marie Pory-Papy ;
- Louis Pothuau ;
- Louis Cyprien Poujade ;
- Jacques-Robert de Pourtalès ;
- Augustin Pouyer-Quertier ;
- Pierre Pradié ;
- Adrien Joseph Prax-Paris ;
- Edmond de Pressensé ;
- André Prétavoine ;
- Charles Princeteau ;
- Henri Levesque de Puiberneau ;
- François-Antoine-Adolphe Puvis de Chavannes ;
- Félix Pyat ;

### Q
- Edgar Quinet ;
- Octavien de Quinsonas ;

### R
- Adalbert Alexandre Roger de Rambures ;
- Charles Victor Chevrey-Rameau ;
- Joachim Rampon ;
- Germain Rampont-Léchin ;
- Arthur Ranc ;
- Edgar Raoul-Duval ;
- Jules Rathier ;
- Claude-Marie Raudot ;
- Charles de Ravinel ;
- Eugène Razoua ;
- Louis Rehm ;
- Paul de Rémusat ;
- Charles de Rémusat ;
- Michel Renaud ;
- Félix Renaud ;
- Marie Antoine Edouard Rencker ;
- Albert de Rességuier ;
- Honoré Reverchon ;
- Francisque Reymond ;
- Ferdinand Reymond ;
- Léon Riant ;
- Amable Ricard ;
- Max Maximilien dit Richard ;
- Claude Richier ;
- Albert Ricot ;
- Louis de Willecot de Rincquesen ;
- Louis Riondel ;
- Arthur Rivaille ;
- Francisque Rive ;
- Jean-Charles Rivet ;
- Pierre Robert (homme politique, 1814-1904) ;
- Léon Robert ;
- Paul-Alexandre Robert de Massy ;
- Henri Rochefort ;
- Marie Théophile de Rodez-Benavent ;
- Edouard Léon Roger du Nord ;
- Théophile Roger-Marvaise ;
- Julien Rolland ;
- Charles Rolland (homme politique) ;
- Louis Adolphe Rollin ;
- Gaspard-Marie-Jacques-Ernest de Roquemaurel de Saint-Cernin ;
- Robert Eugène des Rotours ;
- Bernard Roudier ;
- Eugène Rouher ;
- Marie Roullet de La Bouillerie ;
- Armand Rousseau ;
- Théophile Roussel ;
- Pierre Marcellin Rouveure ;
- Maurice Rouvier ;
- Honoré Roux ;
- Pierre Roy de Loulay ;
- Ernest Gabriel de Lédignan Saint Michel des Roys ;

### S
- Jean-François Sacaze ;
- Pierre François Alphonse Saglio ;
- Jean-Marie-Théophile Desaincthorent ;
- François Hervé de Saint-Germain ;
- Philippe de Saint-Malo ;
- Saint-Marc Girardin ;
- Louis de Saint-Pierre ;
- Louis Lempereur de Saint-Pierre ;
- Gabriel Louis de Saint-Victor ;
- Pierre de Lafitte-Falentin de Saintenac ;
- Jean Saisset ;
- Hervé de Saisy de Kerampuil ;
- Mathieu Salneuve ;
- Paul de Salvandy ;
- Firmin Salvy ;
- Pierre Sansas ;
- Herman Sarrette ;
- Félix Gustave Saussier ;
- François Clément Sauvage ;
- Charles Savary ;
- Amédée de Savignhac ;
- Louis Savoye ;
- Léon Say ;
- Edmond Schérer ;
- Auguste Scheurer-Kestner ;
- Auguste Schneegans ;
- Victor Schœlcher ;
- Louis Sébert ;
- Louis-Philippe-Charles de Ségur ;
- Charles Seignobos ;
- Antoine Sénard ;
- Édouard Sens ;
- Gusman Serph ;
- Henri Léopold de Sers ;
- Léon de La Sicotière ;
- Clément Silva ;
- Alexandre-Étienne Simiot ;
- Fidèle Simon ;
- Jules Simon ;
- Jean-Marie Georges Girard de Soubeyran ;
- Pierre Soury-Lavergne ;
- Joseph Nelson Soye ;
- Louis de Hau de Staplande ;
- Gustave Steinheil ;
- Francisque-Joseph Ramey de Sugny ;
- Gustave Swiney ;

### T
- Frédéric Taberlet ;
- Pierre Albert Tachard ;
- Adrien Tailhand ;
- Alcide Taillefert ;
- Auguste de Talhouët-Roy ;
- Eugène Tallon ;
- François Tamisier ;
- Augustin Tardieu ;
- Paul Louis Target ;
- Ernest de Tarteron ;
- Pierre Tassin ;
- Pierre-Edmond Teisserenc de Bort ;
- Félix du Temple ;
- Aristide Tendret ;
- Louis Mortimer Ternaux ;
- Achille Arthur Armand Testelin ;
- Edouard Teutsch ;
- Antoine Théry ;
- Adolphe Thiers ;
- Alfred Thomas ;
- Jules Thurel ;
- Edmond Tiersot ;
- Edmond de Tillancourt ;
- Pierre Tirard ;
- Frédéric Titot ;
- Hippolyte Clérel de Tocqueville ;
- Henri Tolain ;
- Edmond Toupet des Vignes ;
- Henri de Treveneuc ;
- Fernand Joseph Chrestien de Treveneuc ;
- Herman-Louis-Bernard-Ernest de Calouin de Tréville ;
- Louis Tribert ;
- Gustave Tridon ;
- Louis Jules Trochu ;
- Jean Placide Turigny ;
- Edmond Turquet ;

### V
- Étienne Vacherot ;
- Henry Honoré Louis Yzarn de Freissinet de Valady ;
- Marie-Edmond Valentin ;
- Camille Régis Mathéi de La Calmette de Valfons ;
- Adrien de Valon ;
- Marie Edouard Benjamin Vandier ;
- Henri Varroy ;
- Alfred de Vast-Vimeux ;
- Charles de Vaulchier ;
- Joseph Vautrain ;
- Marie-Joseph Vaysse de Rainneville ;
- Louis de Ventavon ;
- Ambroise Vente ;
- Michel Vétillart ;
- Achille Viallet ;
- Saturnin Vidal ;
- Louis Viennet ;
- Édouard Vilfeu ;
- Jean Louis Henri Villain ;
- Léon Vimal-Dessaignes ;
- Pierre Marie Vinay ;
- Léon Jean Thomas Vingtain ;
- Jules de Vinols de Montfleury ;
- Antoine Viox ;
- Léon Vitalis ;
- Ludovic Vitet ;
- Léonce de Vogüé ;
- Félix Voisin ;
- Romuald Vuillermoz

### W
- William Henry Waddington ;
- Henri Alexandre Wallon ;
- Jules Warnier ;
- Auguste Warnier ;
- Jean-Baptiste-Charles Wartelle de Retz ;
- Daniel Wilson ;
- Cornélis Henri de Witt ;
- Louis Wolowski ;